# 三星Galaxy Z Fold 2
三星Galaxy Z Fold 2是一款由三星电子在2020年8月5日推出的可摺疊式智能手機， 三星隨後於9月1日公佈了定價和供貨詳情。该手机搭载高通骁龙865+处理器、內建12GBLPDDR5記憶體及256GB或512GBUFS3.1的儲存空間，支援25W快充及10W無線充電，较第一代相比，内螢幕改用超薄柔性玻璃且可以多角度悬停（这个在三星Galaxy Z Flip上也有）且外螢幕扩大至6.2英寸，还增加了相机外螢幕预览等功能。

## 產品照片

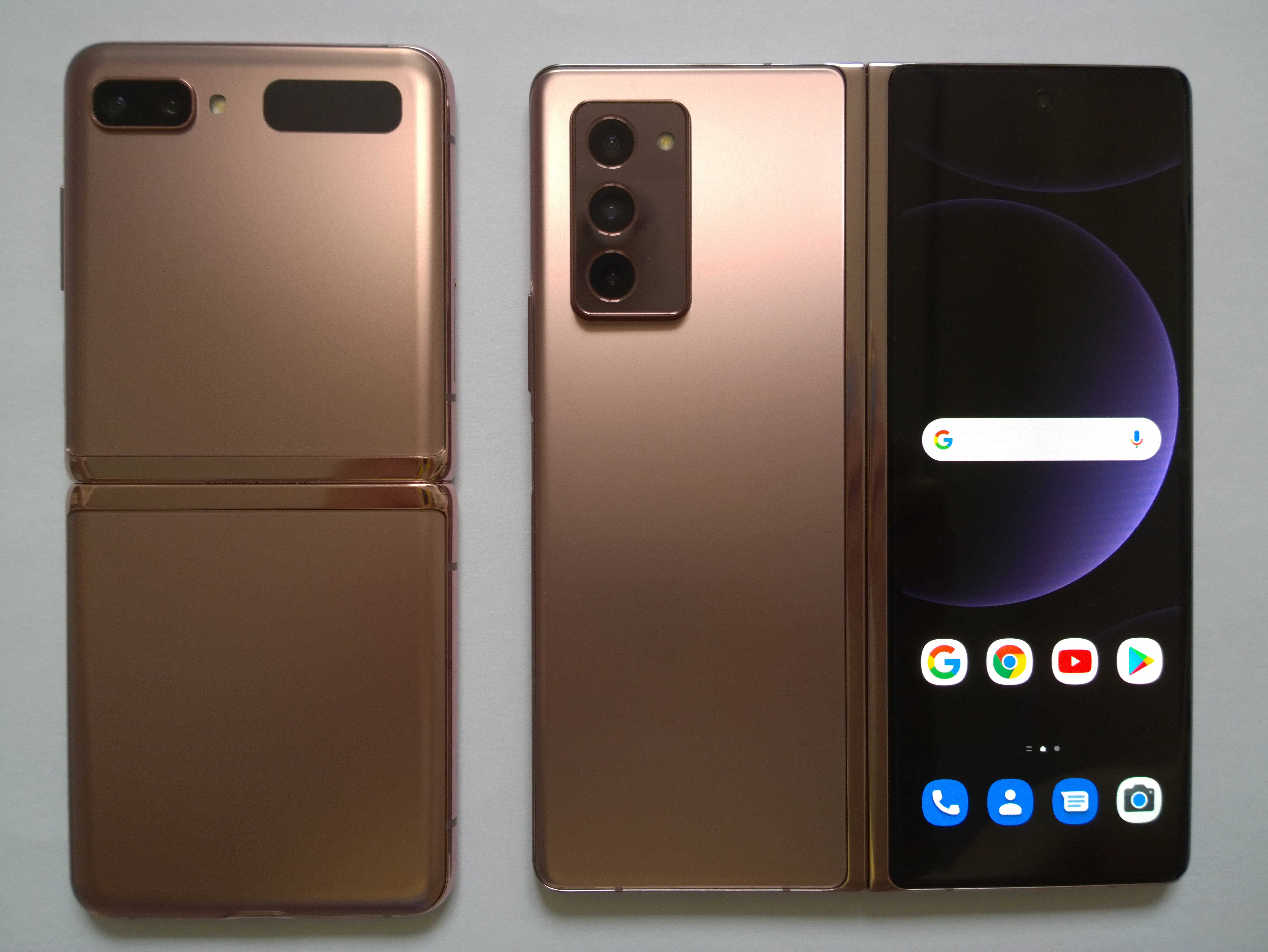
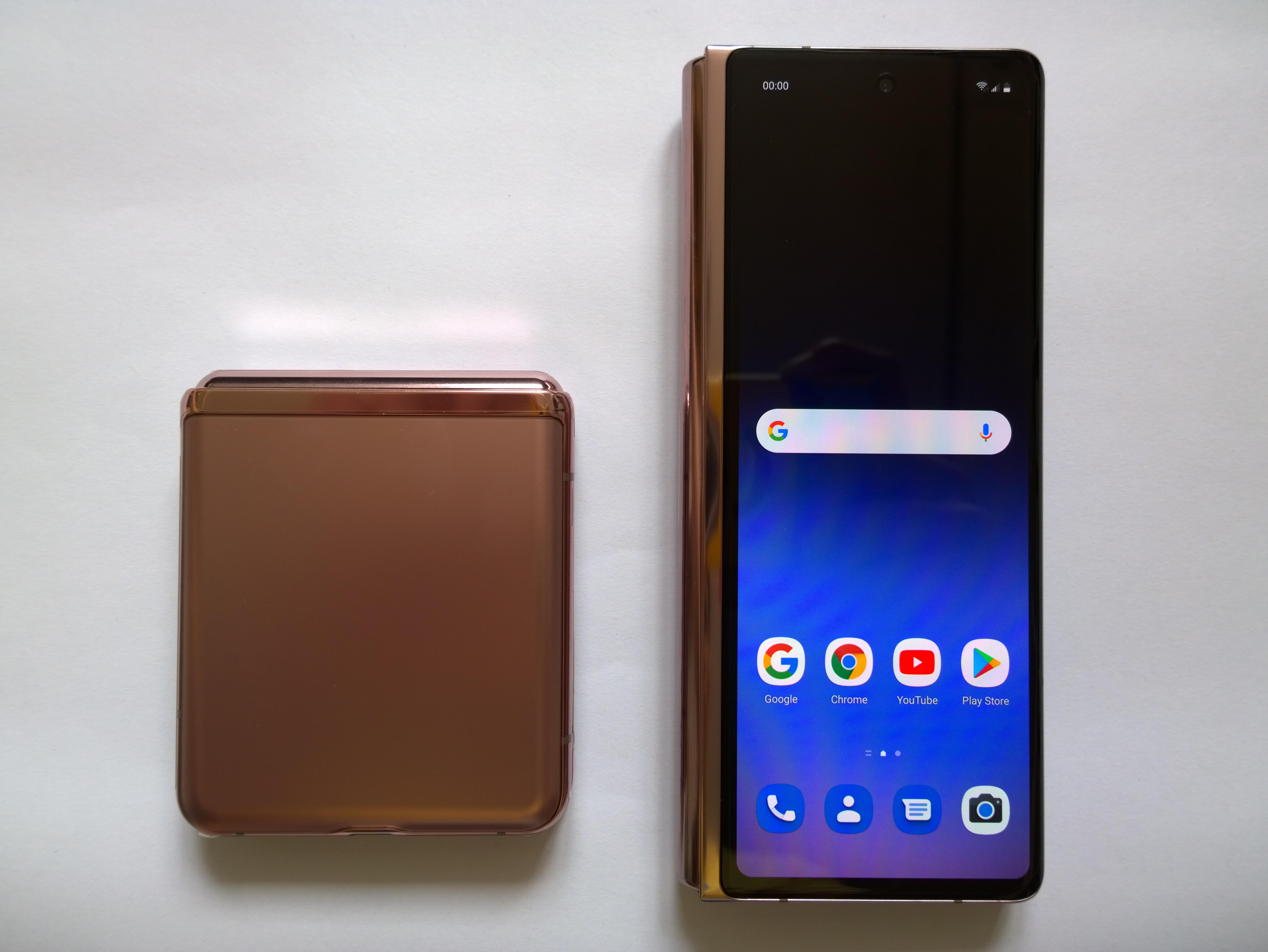
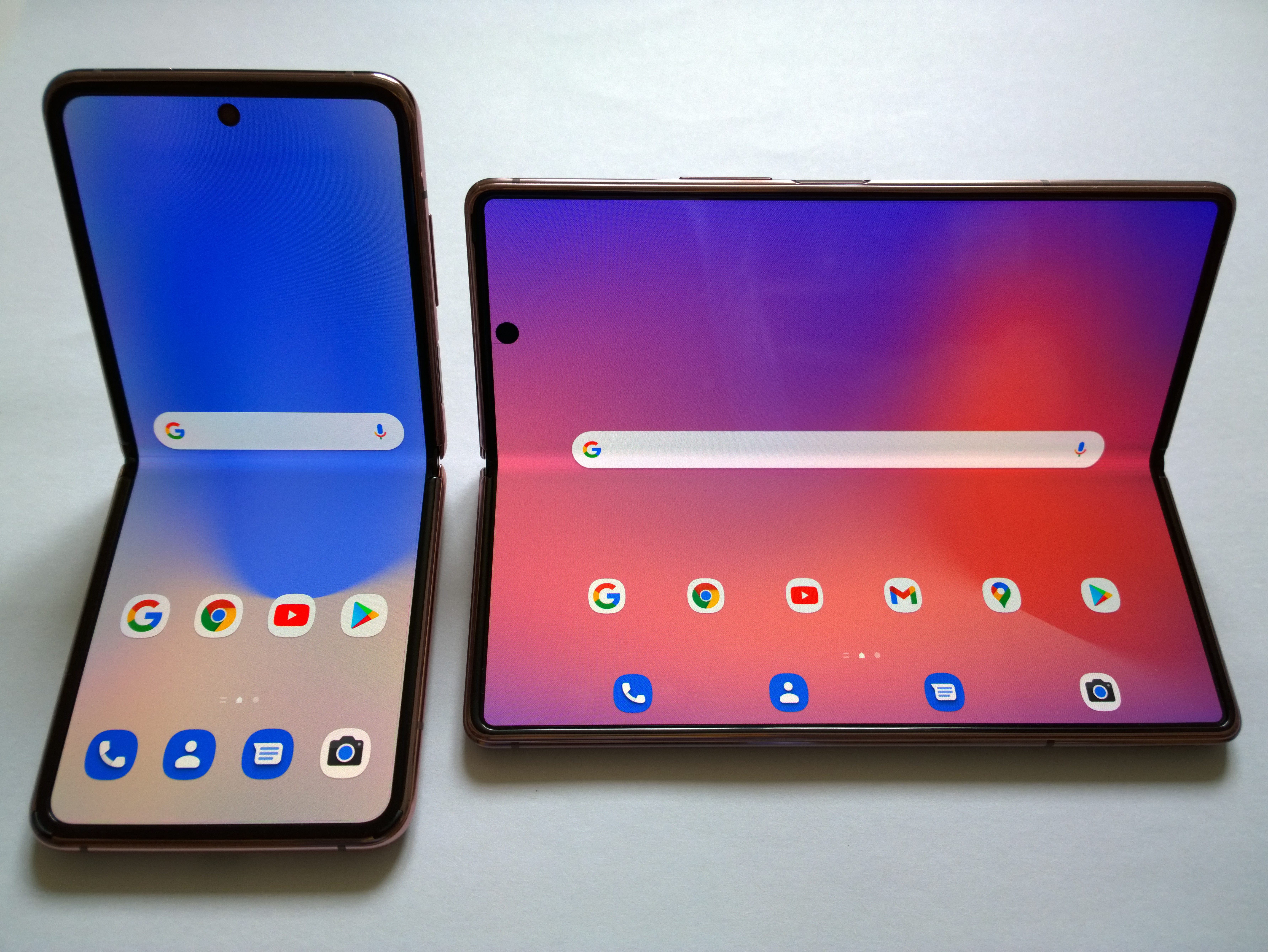
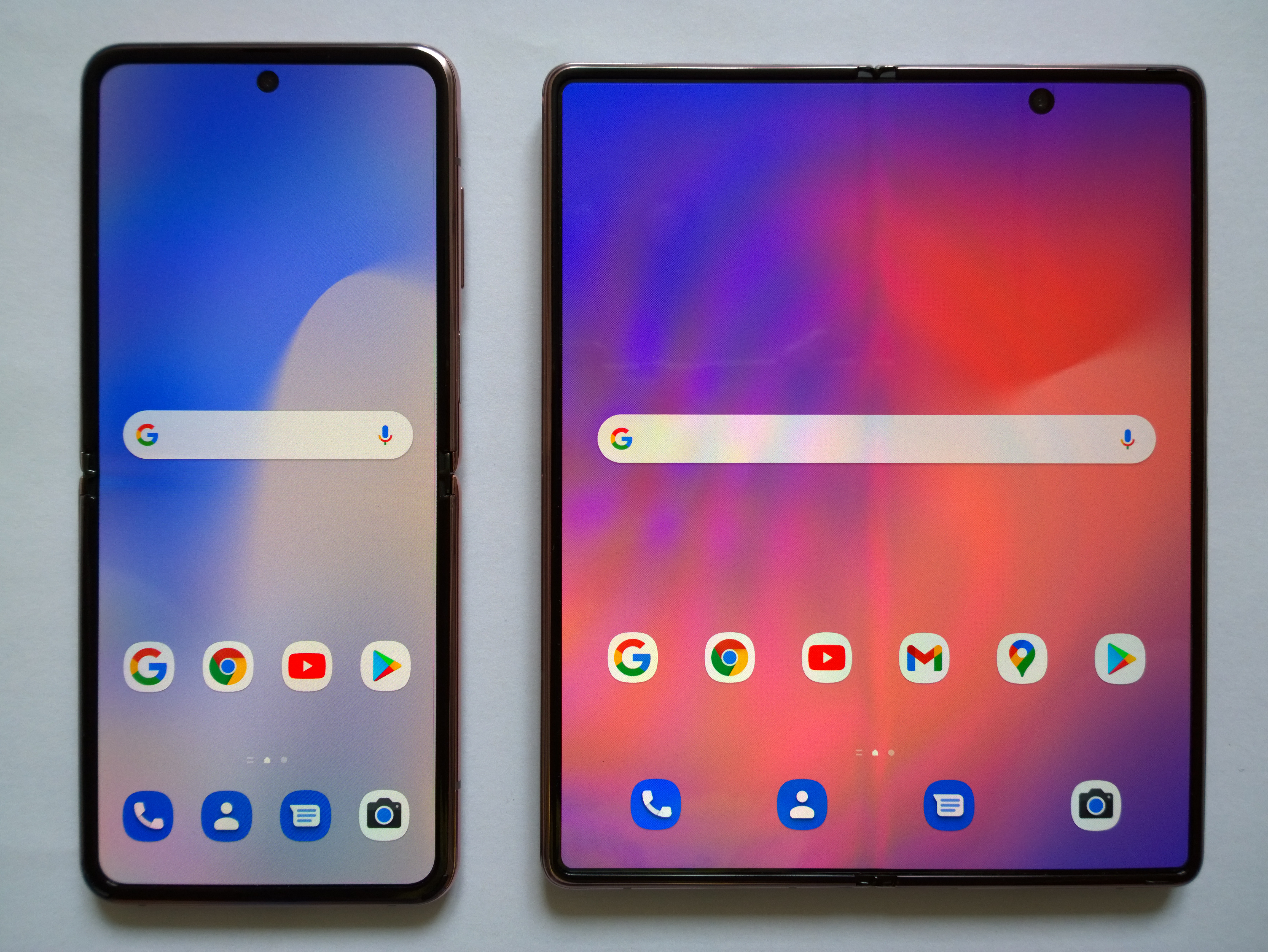